# City-Pier-City Loop 1986
De twaalfde editie van de City-Pier-City Loop vond plaats op zondag 5 april 1986. Er namen 994 hardlopers deel en de finish was op de Lange Voorhout. Naast de halve marathon was er ook een 10 km, 5 km en kinderlopen over 2,5 km en 1,5 km.
Bij de mannen werd de wedstrijd gewonnen door de Portugees David Tavares in 1:02.50. Hij was hiermee slechts vijf seconden sneller dan de Engelsman Kenneth Stuart. Marti ten Kate was de snelste Nederlander en finishte als derde in 1:02.57. Bij de vrouwen besliste de Nederlandse Carla Beurskens de wedstrijd door in 1:09.28 als eerste te finishen. Dit was haar derde overwinning op rij bij deze wedstrijd. Ze verbeterde hiermee tevens het op haar naam staande parcoursrecord.

## Uitslagen

### Mannen
| rang   | naam              | land | tijd    |
| ------ | ----------------- | ---- | ------- |
| Goud   | David Tavares     | POR  | 1:02.50 |
| Zilver | Kenneth Stuart    | ENG  | 1:02.55 |
| Brons  | Marti ten Kate    | NED  | 1:02.57 |
| 4      | Geoffrey Wightman | SCO  | 1:03.03 |
| 5      | Kim Reijnierse    | NED  | 1:03.07 |
| 6      | Zoltan Koszegi    | HUN  | 1:03.24 |
| 7      | Marco Milani      | ITA  | 1:03.30 |
| 8      | Istvan Kerekjarto | HUN  | 1:03.31 |
| 9      | Kari Suominen     | FIN  | 1:04.14 |
| 10     | Delfim Moreira    | POR  | 1:04.15 |
| 11     | Gyula Borka       | HUN  | 1:04.17 |
| 12     | Andreas Schmale   | GER  | 1:04.18 |
| 13     | Oscar Santos      | POR  | 1:04.21 |
| 14     | Per-Olaf Holmnas  | FIN  | 1:04.45 |
| 15     | Reiner Gutschank  | GER  | 1:04.56 |
| 17     | Sandor Szendrei   | HUN  | 1:05.30 |
| 18     | Fausto Molinari   | ITA  | 1:05.41 |
| 19     | Bernd Rangen      | GER  | 1:05.49 |
| 20     | Huub Pragt        | NED  | 1:05.57 |

### Vrouwen
| rang   | naam                     | land | tijd    |
| ------ | ------------------------ | ---- | ------- |
| Goud   | Carla Beurskens          | NED  | 1:09.28 |
| Zilver | Sinikka Keskitalo        | FIN  | 1:11.45 |
| Brons  | Maria-Conceiçao Ferreira | POR  | 1:12.21 |
| 4      | Jill Rothwell            | ENG  | 1:13.42 |
| 5      | Magda Ilands             | BEL  | 1:14.45 |
| 8      | Ine Valentin             | NED  | 1:16.23 |

1975 ·
1976 ·
1977 ·
1978 ·
1979 ·
1980 ·
1981 ·
1982 ·
1983 ·
1984 ·
1985 ·
1986 ·
1987 ·
1988 ·
1989 ·
1990 ·
1991 ·
1992 ·
1993 ·
1994 ·
1995 ·
1996 ·
1997 ·
1998 ·
1999 ·
2000 ·
2001 ·
2002 ·
2003 ·
2004 ·
2005 ·
2006 ·
2007 ·
2008 ·
2009 ·
2010 ·
2011 ·
2012 ·
2013 ·
2014 ·
2015 ·
2016 ·
2017 ·
2018 ·
2019 (afgelast) ·
2020 ·
2021 (afgelast) ·
2022 ·
2023 ·
2024